# Trimeria buyssoni
Trimeria buyssoni är en stekelart som beskrevs av Brethes 1904. Trimeria buyssoni ingår i släktet Trimeria och familjen Masaridae. Inga underarter finns listade i Catalogue of Life.